# Giles Chichester
Giles Chichester (Londen, 29 juli 1946) was een Brits Europarlementslid voor de Conservative Party.

## Levensloop
Chichester werkte vanaf 1969 in de familiale onderneming, gesticht door zijn vader Sir Francis Chichester, de vennootschap Francis Chichester Ltd (uitgevers van kaarten, gidsen en educatieve wandkaarten), met huisvesting in 9 St James's Place, London SW1.
Hij werd in 1994 voor het eerst verkozen tot Europarlementslid voor Devon en East Plymouth en vervolgens voor de kiesomschrijving South West England en Gibraltar. In 2004 werd hij voorzitter van de Commissie Industrie, Research en Energie. In 2011 was hij tijdelijk ondervoorzitter van het Parlement in opvolging van Silvana Koch-Mehrin.
Hij was voorzitter van het politiek comité van de Carlton Club en voorzitter van de familiale onderneming.
Chichester beschrijft zichzelf als een "climate change sceptic".
Hij was ook voorzitter van de Europese conservatieve Britse parlementsleden, maar moest in 2008 ontslag nemen vanwege beschuldigingen over aangerekende onkosten. Na onderzoek werd vastgesteld dat hij niets verkeerd had gedaan.
Bij de Europese verkiezingenn van mei 2014 stelde hij zich niet meer voor verkiezing beschikbaar.